# Zübeyir Aydar

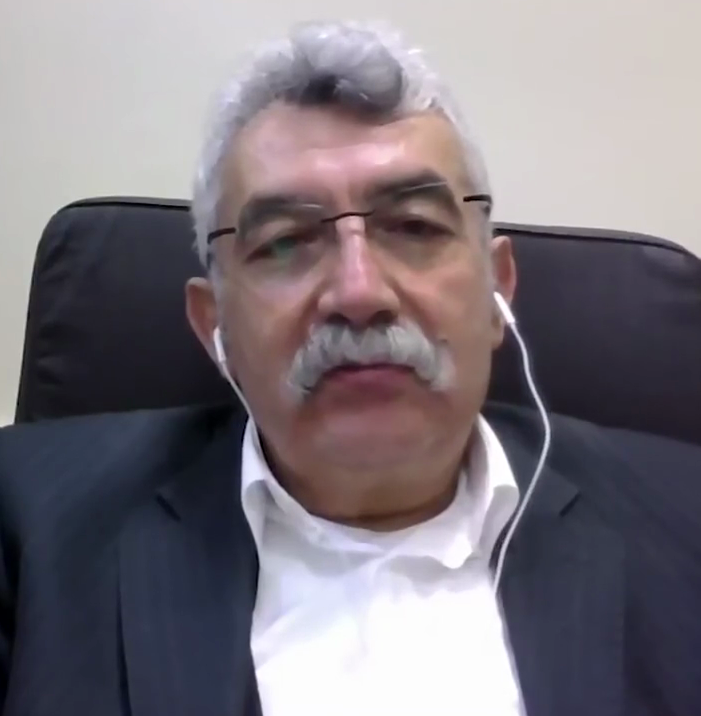
Zübeyir Aydar, 2019

Zübeyir Aydar (* 1961 im Landkreis Pervari der türkischen Provinz Siirt) ist ein türkischer Jurist, ehemaliger Politiker, kurdischer Abgeordneter des türkischen Parlaments. Er war Vorsitzender des Kongra Gel, des politischen Arms und „Parlaments“ der Arbeiterpartei Kurdistans. In der türkischen Presse wird „Behzat“ als sein Deckname genannt.

## Leben
Aydar wurde 1961 in der Provinz Siirt geboren und studierte später Jura an der Rechtswissenschaftlichen Fakultät der Universität Istanbul. Nach seinem Studium arbeitete er als Rechtsanwalt und leitete den Menschenrechtsverein (IHD) in Siirt. Er trat der Sosyaldemokrat Halkçı Parti (SHP) bei und gründete 1990 mit Politikern, die die SHP verlassen hatten, die kurdische Halkın Emek Partisi (Partei der Volksarbeit, HEP). Aufgrund eines Wahlbündnisses mit der SHP wurde Aydar im Jahre 1991 als Abgeordneter in das Parlament gewählt. Nach der Wahl und wegen eines drohenden Parteiverbotes erfolgte der Wechsel zur „Partei der Demokratie“ (DEP). Nach der Aufhebung seiner Immunität auf Beschluss des Parlaments im März des Jahres 1994 und der Abweisung einer Aufhebung des Parlamentsbeschlusses durch das Verfassungsgericht verließ Aydar die Türkei und ließ sich in Belgien nieder. Von dort aus führte er – nach einigen Umbenennungen – den sogenannten „Volkskongress Kurdistan“, eine Organisation, die die Funktion des Parlaments im Denken der Arbeiterpartei Kurdistans übernehmen soll. Dieses „Parlament“ tagt einmal jährlich in den Kandil-Bergen, einer von der PKK kontrollierten Bergregion im Norden des Irak. Am 14. Oktober 2009 entschied das Büro des US-Finanzministeriums zur Kontrolle von ausländischen Geldanlagen das Vermögen Aydars, Rıza Altuns und Murat Karayılans einzufrieren. In dem Beschluss wird Aydar als bedeutende Person des ausländischen Drogenhandels bezeichnet. Aydar wurde mit mehreren anderen bei einer Razzia der belgischen Polizei gegen die PKK und Roj TV Anfang März 2010 verhaftet, aber dann aufgrund von Mangel an Beweisen nach drei Wochen wieder freigelassen.
Zübeyir Aydar war mit Evin Çiçek verheiratet. Das Paar hat zwei Kinder.